# Граничний кут зрушення
Грани́чний кут зру́шення (рос. предельный угол сдвижения, англ. maximum angle of displacement, нім. Grenzverschiebungswinkel m ) — у гірництві — найменший кут падіння пласта, при якому виникають небезпечні зрушення лежачого та висячого боків розроблюваного пласта.